# قولانة
قولانة  قرية سوريّة تتبع إداريّاً لمحافظة حلب منطقة عين العرب ناحية الجلبية، بلغ تعداد سكانها 487 نسمة حسب التعداد السكاني لعام 2004.